# Quint Fabi Sanga
Quint Fabi Sanga (en llatí Quintus Fabius Sanga) era el patró dels al·lòbroges al qual els ambaixadors d'aquest poble van revelar els designis de Catilina i els altres conspiradors que li donaven suport. Sanga ho va revelar a Ciceró i aquest va fer detenir a Publi Corneli Lèntul Sura i diversos conspiradors més (63 aC), que finalment van ser executats.